# Loossemble
Loossemble (tiếng Hàn: 루셈블; Romaja: Rusembeul; McCune–Reischauer: Rusembŭl; thường viết cách điệu là LOOSSEMBLE) là một nhóm nhạc nữ Hàn Quốc được thành lập bởi CTDE&M. Nhóm bao gồm 5 thành viên của nhóm nhạc Loona: HyunJin, YeoJin, ViVi, Go Won, và HyeJu. Nhóm chính thức ra mắt vào ngày 15 tháng 9 năm 2023 với EP Loossemble với bài hát chủ đề "Sensitive".

## Tên gọi
Loossemble là sự kết hợp giữa 2 từ "Loona" và "assemble" (tập hợp), có ý nghĩa là "năm thành viên Loona tập hợp lại với nhau thành một".

## Lịch sử

### 2023–nay: Giới thiệu và ra mắt vớiLoossemble
Vào tháng 6 năm 2023, truyền thông đưa tin rằng 2 thành viên Loona là HyunJin và ViVi đã ký hợp đồng với CTDENM sau khi chấm dứt hợp đồng với Blockberry Creative. YeoJin, Go Won, và HyeJu sau đó cũng ký hợp đồng với CTDENM vào ngày 5 tháng 7.
Vào ngàu 31 tháng 7, CTDENM thông báo rằng đội hình nhóm 5 thành viên Loona sẽ tái ra mắt dưới cái tên Loossemble với kế hoạch ra mắt một album. Ba ngày trước, họ đã thông báo rằng nhóm sẽ tham gia Lễ ra mắt Loona Assemble ở Hoa Kỳ bắt đầu từ ngày 15 tháng 9. Chuyến lưu diễn sẽ kết thúc vào "đêm cuối cùng" sau khi nhóm trở về Hàn Quốc. Vào ngày 23 tháng 8, họ thông báo rằng Loossemble sẽ ra mắt vào ngày 15 tháng 9 với đĩa đơn mở rộng cùng tên với tên của nhóm.

## Thành viên
- Chú thích : In đậm là trưởng nhóm

| Nghệ danh | Nghệ danh | Nghệ danh  | Tên khai sinh | Tên khai sinh | Tên khai sinh    | Tên khai sinh | Tên khai sinh | Ngày sinh         | Nơi sinh                     | Quốc tịch |
| Latinh    | Hangul    | Kana       | Latinh        | Hangul        | Kana             | Hanja         | Hán-Việt      | Ngày sinh         | Nơi sinh                     | Quốc tịch |
| --------- | --------- | ---------- | ------------- | ------------- | ---------------- | ------------- | ------------- | ----------------- | ---------------------------- | --------- |
| HyunJin   | 현진      | ヒョンジン | Kim Hyeon-jin | 김현진        | キム・ヒョンジン | 金賢眞        | Kim Hiền Trân | 15 tháng 11, 2000 | Sillim-dong, Seoul, Hàn Quốc | Hàn Quốc  |
| YeoJin    | 여진      | ヨジン     | Im Yeo-jin    | 임여진        | イム・ヨジン     | 林汝眞        | Lâm Nhữ Trân  | 11 tháng 11, 2002 | Suseong-gu, Daegu, Hàn Quốc  | Hàn Quốc  |
| ViVi      | 비비      | ビビ       | Wong Gaa Hei  | 웡가헤이      | ウォン・ガヘイ   | 黃珈熙        | Hoàng Gia Hy  | 9 tháng 12, 1996  | Đồn Môn, Hồng Kông           | Hồng Kông |
| ViVi      | 비비      | ビビ       | Viian Wong    | 비엔 웡       | ウォン・ガヘイ   | 黃珈熙        | Hoàng Gia Hy  | 9 tháng 12, 1996  | Đồn Môn, Hồng Kông           | Hồng Kông |
| Go Won    | 고원      | コウォン   | Park Chae-won | 박채원        | パク・チェウォン | 朴彩嫚        | Phác Thái Mạn | 19 tháng 11, 2000 | Jung-gu, Incheon, Hàn Quốc   | Hàn Quốc  |
| HyeJu     | 혜주      | ヘジュ     | Son Hye-ju    | 손혜주        | ソン・ヘジュ     | 孫慧舟        | Tôn Tuệ Chu   | 13 tháng 11, 2001 | Uijeongbu, Hàn Quốc          | Hàn Quốc  |

## Danh sách đĩa nhạc

### Đĩa mở rộng
| Tên           | Thông tin | Thứ hạng cao nhất | Doanh số     |
| Tên           | Thông tin | HQ                | Doanh số     |
| ------------- | --- | ----------------- | ------------ |
| Loossemble    | - Ngày phát hành: 15 tháng 9 năm 2023 - Hãng đĩa: CTDENM, Warner Music - Định dạng: CD, digital download, streaming | 6                 | - HQ: 49,702 |
| One Of A Kind | - Ngày phát hành: 15 tháng 4 năm 2024 - Hãng đĩa: CTDENM, Warner Music - Định dạng: CD, digital download, streaming |                   | - HQ: 66,968 |

### Đĩa đơn
| Tên         | Năm  | Thứ hạng cao nhất | Album      |
| Tên         | Năm  | KOR DL            | Album      |
| ----------- | ---- | ----------------- | ---------- |
| "Sensitive" | 2023 | 121               | Loossemble |

## Danh sách video

### Video âm nhạc
| Tên            | Năm  | Đạo diễn                   | Chú thích |
| -------------- | ---- | -------------------------- | --------- |
| "Sensitive"    | 2023 | Jang Gu-sang (Studio Goyu) | [ 11 ]    |
| "Girls' Night" | 2024 | Jung Gusang (Studio Goyu)  | [ 13 ]    |

## Lưu diễn

### Chuyến lưu diễn nổi bật
| Ngày                               | Thành phố        | Quốc gia | Địa điểm                           | Số người tham dự |
| ---------------------------------- | ---------------- | -------- | ---------------------------------- | ---------------- |
| 15 tháng 9 năm 2023                | New York City    | Hoa Kỳ   | The Theater at MSG                 | N/A              |
| 20 tháng 9 năm 2023                | Washington, D.C. | Hoa Kỳ   | The Theater at MGM National Harbor | TBA              |
| 22 tháng 9 năm 2023                | Atlanta          | Hoa Kỳ   | Gas South Arena                    | TBA              |
| 24 tháng 9 năm 2023                | Chicago          | Hoa Kỳ   | Chicago Theatre                    | TBA              |
| 26 tháng 9 năm 2023                | Houston          | Hoa Kỳ   | Smart Financial Centre             | TBA              |
| 29 tháng 9 năm 2023                | Fort Worth       | Hoa Kỳ   | Will Rogers Auditorium             | TBA              |
| 2 tháng 10 năm 2023                | Denver           | Hoa Kỳ   | Bellco Theatre                     | TBA              |
| 5 tháng 10 năm 2023                | Oakland          | Hoa Kỳ   | Paramount Theatre                  | TBA              |
| 7 tháng 10 năm 2023                | Los Angeles      | Hoa Kỳ   | Kia Forum                          | TBA              |
| TBA                                | TBA              | Hàn Quốc | TBA                                | TBA              |
| N/A biểu thị dữ liệu không có sẵn. |                  |          |                                    |                  |